# Emily Cross
Emily Cross (n. 15 octombrie 1986, Seattle, Washington, SUA) este o scrimeră ce a reprezentat Statele Unite ale Americii, medaliată olimpică. A participat la o ediție a Jocurilor Olimpice (2008) în care a câștigat o medalie de argint.

## Participări
Lista de mai jos prezintă principalele competiții la care a participat Emily Cross de-a lungul carierei.
- Floretă feminin pe echipe la Jocurile Olimpice de vară din 2008